# Leslie Savage
Leslie Savage (n. 16 martie 1897, Greater London, Anglia, Regatul Unit al Marii Britanii și Irlandei – d. 26 august 1979, Worthing, Anglia, Regatul Unit) a fost un înotător ce a reprezentat Regatul Unit al Marii Britanii și al Irlandei de Nord, medaliat olimpic. A participat la 2 ediții ale Jocurilor Olimpice (1920, 1924) în care a câștigat două medalii de bronz.